# فرد ريتشاردسون
فرد ريتشاردسون (بالإنجليزية: Fred Richardson)‏ (18 أغسطس 1925 في المملكة المتحدة - 28 يوليو 2016) هو لاعب كرة قدم بريطاني (وحمل سابقاً جنسية المملكة المتحدة لبريطانيا العظمى وأيرلندا) في مركز الهجوم. لعب مع تشيلسي ونادي بارنسلي ووست بروميتش ألبيون ونادي تشستر سيتي ونادي هارتلبول يونايتد ونادي ساوث شيلدز ‏.